# 室蘭市立絵鞆小学校
室蘭市立絵鞆小学校（むろらんしりつ えともしょうがっこう）は、北海道室蘭市祝津町にあった公立小学校。2棟の円形校舎が特徴的であった。

## 概要
1892年（明治25年）、絵鞆のアイヌの有力者であった、押杵帯九郎（1840年頃 - 1913年）が中心となって、現在の絵鞆町に設置されていた常盤学校（後の旧室蘭市立常盤小学校）の分校「絵鞆分校」として、開設された。最も近い常盤学校へは、4キロ以上も離れており、冬の通学は困難だった。早くから自宅で寺子屋式の私塾も開き、地域に学校の設立を目指した押杵は、自宅を仮校舎に充てることで、道から常盤学校分校としての設置の認可を受けた。
その後、1894年（明治27年）、生徒の増加を受けて現在の絵鞆町1丁目に校舎が新築される。また、1899年（明治32年）には、独立して「絵鞆尋常小学校」となった。
1910年代に入ると、祝津が漁港として栄えて、生徒も急増するようになった。そして、1916年、絵鞆から祝津に移転された。だが、移転後も、名前に「絵鞆」が残された。
また、「絵鞆尋常高等小学校」、「室蘭市立絵鞆国民学校」、「室蘭市立絵鞆小学校」と改称されていった。
戦後は、児童数が増加（1960年には胆振管内で最多の1,617人が通った）し、教室の不足により、圧縮授業が行われたり、校長室も教室として使われたりしていた。そのため、1958年に「東棟（校舎棟）」、1960年には「西棟（体育館棟）」が建設された。東棟・西棟は、ともに円形の鉄筋コンクリート造りの4階建てで、坂本鹿名夫が設計を手掛けた。なお、円形校舎には、長方形の校舎の場合に比べ、資材・費用・期間が節約できる、という利点があった。
2015年3月、児童数の減少に伴い、閉校となった。4月からは当校の他、室蘭市立武揚小学校、室蘭市立桜が丘小学校と統合した、室蘭市立みなと小学校が開校した。
室蘭市は閉校後、東棟（校舎棟）は存続し、市内各地で発掘された遺跡などを展示する場所として活用することが決まっていた。一方で、西棟（体育館棟）について、市が売却先を公募したところ、市民団体「旧絵鞆小活用プロジェクト」が応募したが、審査委員会は「事業の実現性と継続性が低い」と判断して不採用となり、解体する方針を示していた。
市は2棟の改修に1億7,000万円が必要だと試算したが、市民団体側が建設会社に改修費の試算を頼んところ、3,300万円で改修できると試算した。そして、市民団体は、クラウドファンディングによる資金調達により、1,700万円が集まった。青山剛市長は、クラウドファンディングの成果を受け、19年末に2棟一括での保存にかじを切ることを決定し、「市民らの熱い思い、地域の安全確保を十分熟考し判断した」と語った。

## 円形校舎
卒業生である、俳優でTEAM NACSメンバーの安田顕は、著書「北海道室蘭市本町一丁目四十六番地」で、取材で絵鞆小を訪れた時のことを、「随分と珍しい建物で学んだものだと苦笑しつつ、懐かしく、少し得意げに、ゆっくりと螺旋階段を上った」と記している。また、映画「探偵はBARにいる2」や、テレビドラマ「Mother」などのロケ地としても使用された。
- 外部構造
  - 東棟は、屋根が平面で、外壁は柱が強調され、直線的[5]。
  - 西棟は、屋根がドーム型で、外壁は帯状であり、曲線的[5]。
- 内部構造
  - 東棟は、中央は螺旋階段が貫く。また、教室はバウムクーヘン型。4階には図書館があった[5]。
  - 西棟は、1・2階は特別教室、3・4階は体育館がある[5]。

## 出身者
- 安田顕（俳優、タレント、TEAM NACS）